# Joachim Szołtysek
Joachim Henryk Szołtysek (ur. 10 czerwca 1932 w Królewskiej Hucie, zm. 21 października 1985 w Bielsku-Białej) – polski piłkarz, trener i piłkarz ręczny.

## Życiorys
Był wychowankiem AKS–u Chorzów, w którym występował w latach 1945–1954. Następnie trafił do drugoligowych Szombierek Bytom, skąd w 1956 roku wrócił do macierzystego klubu. W 1958 roku odbył karencję, po czym trafił na trzy sezony do Górnika Zabrze i zdobył z nim dwukrotnie mistrzostwo Polski (1959, 1961). W sezonie 1964/1965 zagrał w barwach Górnika mecz pucharowy przeciwko Lubliniance Lublin (3:1 pd., 1 listopada 1964 roku) oraz ligowy z Unią Racibórz (4:0, 4 listopada 1964 roku), gdyż w zespole prowadzonym przez Ferenca Farsanga zabrakło bramkarzy. Szołtysek zdobył dzięki temu mistrzostwo oraz Puchar Polski.
Po zakończeniu kariery piłkarskiej był trenerem Dębu Katowice, Górnika Wesoła, Górnika Zabrze (trener bramkarzy), AKS–u Chorzów, Włókniarza Białystok, Zawiszy Bydgoszcz, GKS–u Katowice, Startu Łódź, Odry Wodzisław Śląski i Reprezentacji Śląska.
Jako piłkarz ręczny występował na pozycji bramkarza w AKS–ie Chorzów i reprezentacji Polski, w której rozegrał osiemnaście spotkań.

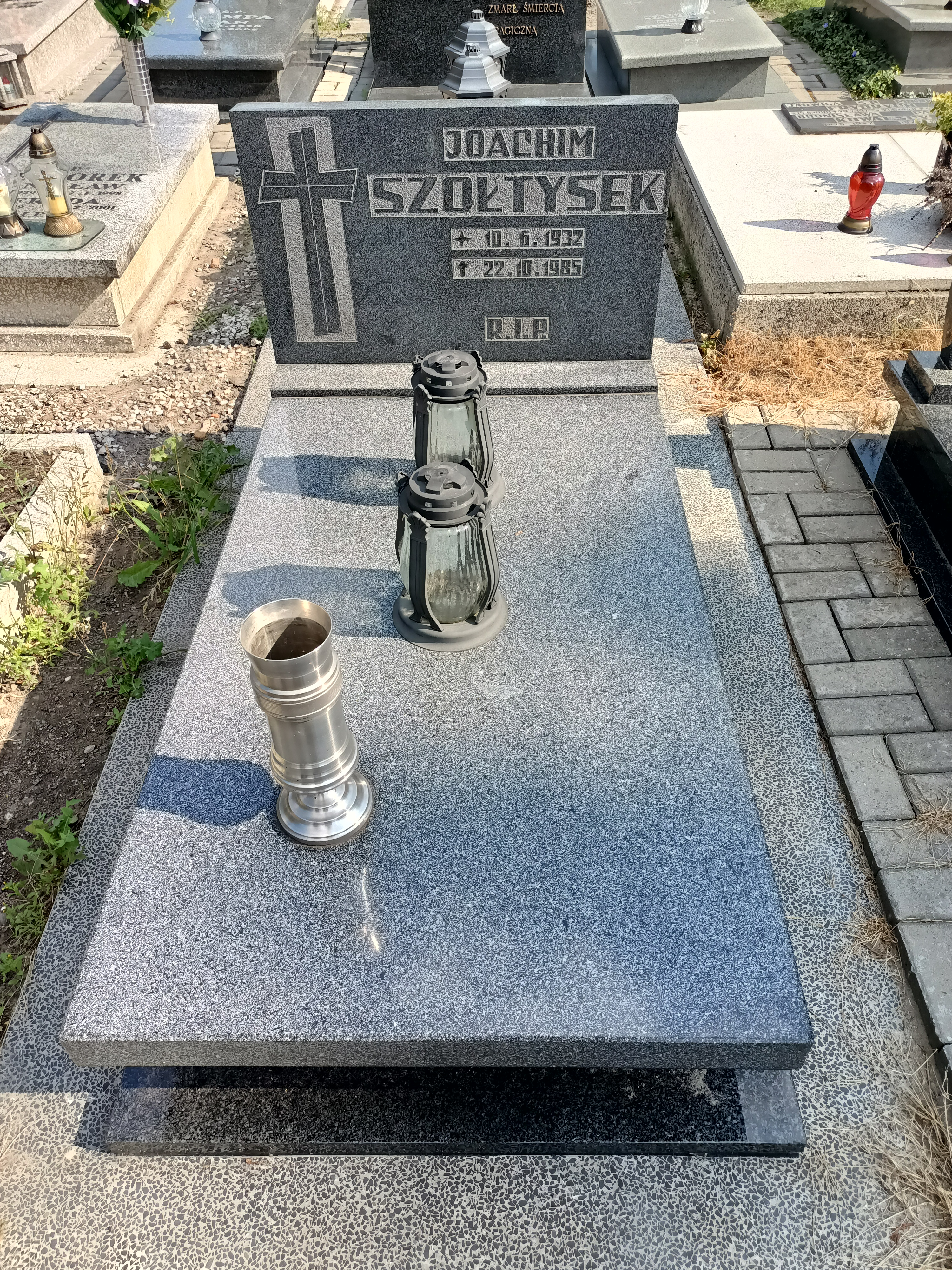
Grób Joachima Szołtyska